# Napellenző

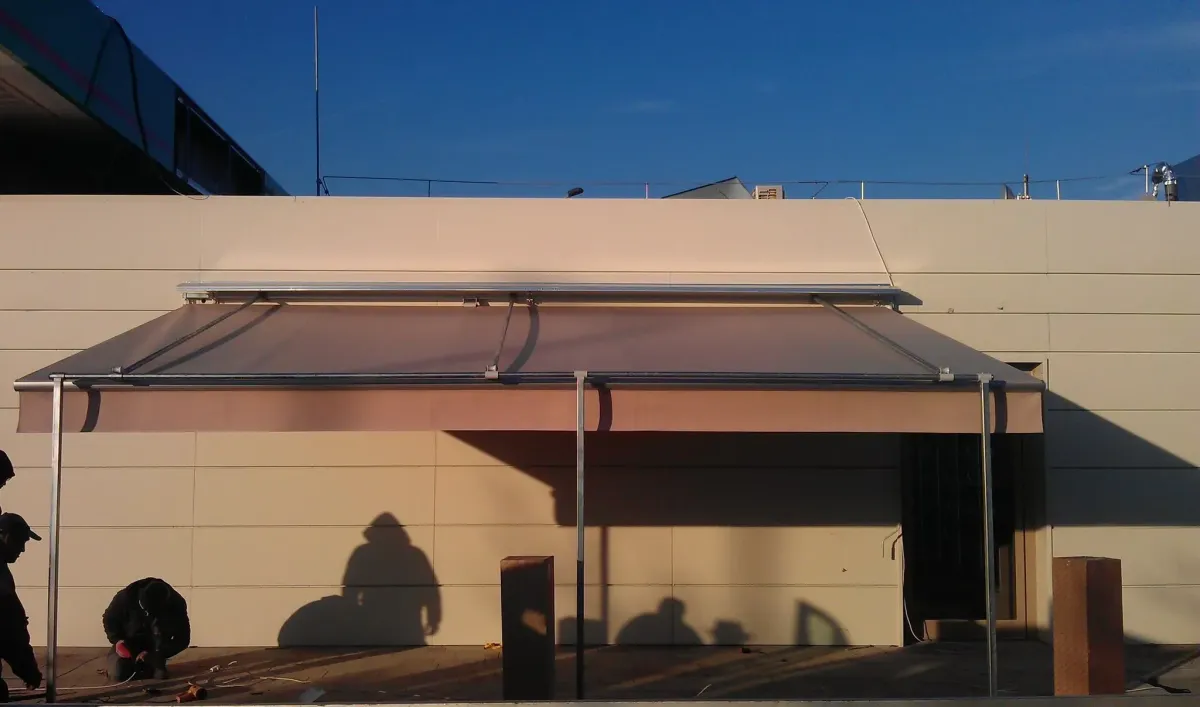
Ez egy példa egy bézs színű napellenzőre, amelyet az Antisolar Kft. telepített egy modern épület bejárata fölé, árnyékot biztosítva.

A napellenző egy árnyékoló szerkezet, amely a nap sugárzását, (fényét és/vagy hőjét) tartja távol.
Az árnyékoló védhet épületet, területet, járművet és személyt is.
Lakások, házak árnyékolása mellett éttermek, kerthelyiségek, szabadtéri rendezvények lassan elengedhetetlen kelléke. A kényelem, komfortfokozat növelésén felül egyre inkább az egészséges életkörülmények biztosításának is fontos eszköze. A fokozódó UV. sugárzás, az egyre trópusibb éghajlat a napellenző gyakoribb használatára sarkall.

## Épület
A napellenző árnyékot vet az ablakokra és/vagy a falakra. Archeotípusa a parasztházak fedett tornáca.
Technikai kialakítását illetően könyökkaros, ollókaros, vagy ejtőkaros szerkezetek terjedtek el. Éttermek kerthelyiségeibe az úgynevezett gastro-szerkezet vált népszerűvé. Jellemzője a talajba betonozott, vagy erősen lesúlyozott talpakon álló acélkeret, melyre két oldalról sátortető formában szerelt napellenzőkkel árnyékolnak. Ezzel a megoldással akár 10m hosszú, 6m széles területet lehet leárnyékolni.
A napellenző szerkezeti részének anyaga nagyrészt AlMgSi ötvözet. A főtartó profil 40x40 horganyzott acélprofil. Az árnyékot adó textil U.V. stabil poliészter, esetenként Acrill.
Tendencia a napellenző vezérlésének integrálása az épületautomatizálás Standard Motor Interface (SMI) rendszerrel.
A motoros napellenzőket biztonsági megfontolásból szélérzékelővel látják el. Ennek szerepe a 4–5 m/s feletti széljárás esetén a napellenzők automatikus behajtása.
A motoros napellenzők komfortosságának növeléseként fényérzékelővel látják el. A beállított fényerő felett automatikusan kinyílik, alatta viszont automatikusan bezáródik a napellenző.
A feltámadó erős szél okozta sérüléseket a homlok-profikra szerelt rezgésérzékelővel is lehetséges megelőzni. A gyárilag (Somfy, Elero, Becker) kalibrált érzékelő, a beállított érték feletti mozgás esetén lezárja a napellenzőt. Az épületekre szerelt árnyékolók meghatározhatják az utca/városrész összképét, ezért esetenként, bejelentési kötelezettséghez kötik a telepítését.

## Terület
Nyáron amikor a nap erősen süt, használják a "sörsátrakat", vagy "kerti pavilonokat", ami általában négy lábon álló vászontető. Tipikusan fehér, vagy világos színű.
Váratlan vihar a nem megfelelően rögzített pavilonokat "felkaphatja", ami balesethez vezethet.

## Autó
Az autók napellenzője személyautón párnázott lehajtható lemez, buszokon, kamionokon roletta jellegű vászoncsík, de külső tartozékként a teherautók szélvédőjének felső peremének teljes szélessége alá belógó, sötétített-átlátszó vagy fekete műanyag alkatrészként is előfordul. Buszokon gyakran a szélvédő felső részének sötétítése is napellenzőként funkcionál. Célja a nagyon fényes égbolt, illetve a napkorong kitakarása a vezető látóteréből.
Ide tartozik a parkoláskor az ablakba helyezhető papír leporelló, ami megvédi az autót a nagyobb felmelegedéstől, illetve a műszerfalat a kiszikkasztástól.

## Napernyő

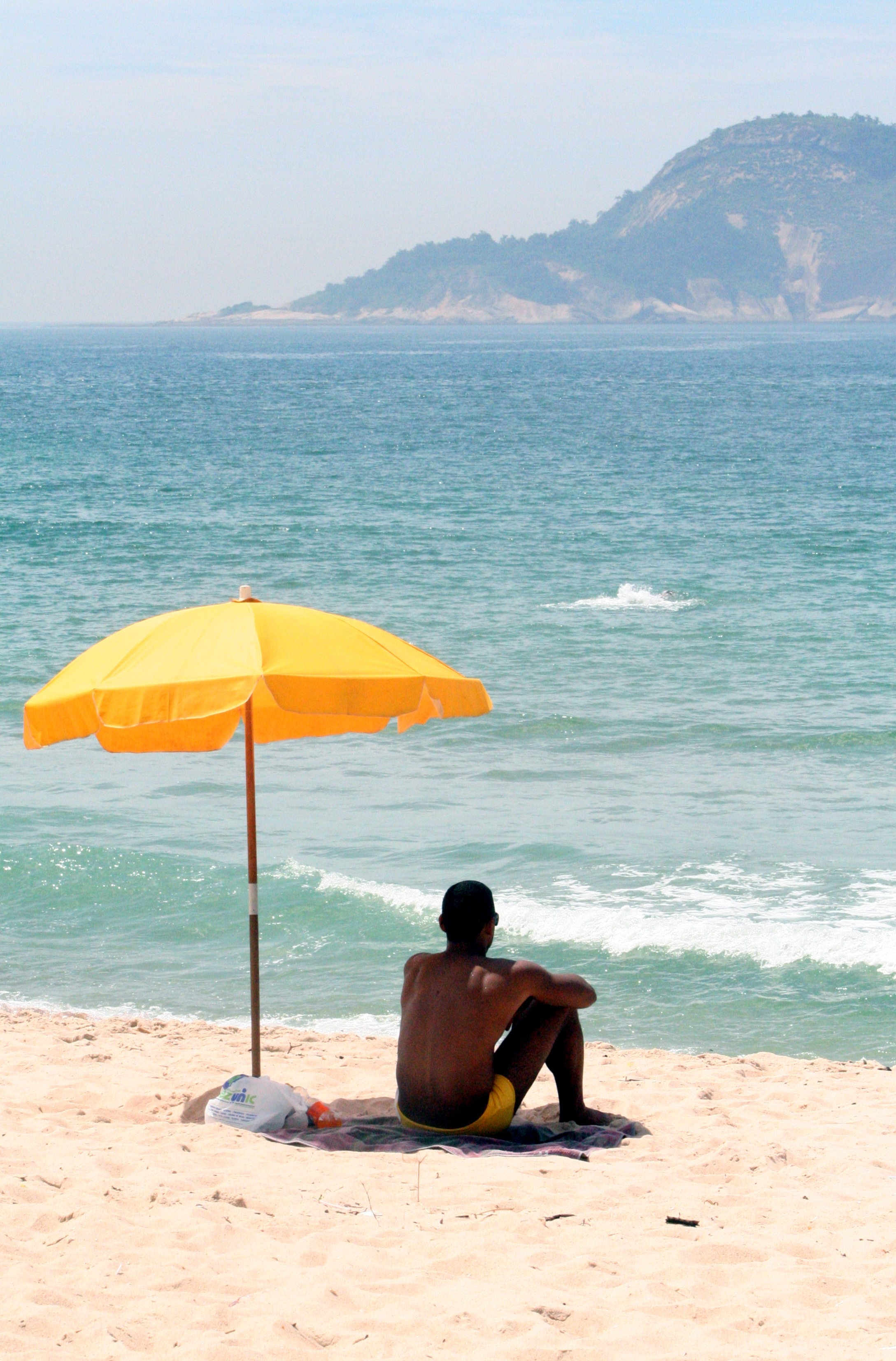
napernyő

Napsugárzás elleni személyi és terület védelem eszköze. Szerkezetileg az esernyőhöz hasonlít.
A minőségi napernyők 100% akril anyagból készülnek, amely UV védelemmel és vízlepergető tulajdonsággal rendelkezik. Napernyő típusok: Promó napernyő, Kerti napernyő, Óriás napernyő.
A napernyők vázszerkezete alumínium és fa anyagokból is készülhet. Az alumínium vázas napernyők szerkezete erősebb és alaktartóbb tulajdonságú, mint a fából készített típusok.
Egyes korokban a napernyő az elegáns öltözék fontos kiegészítője volt.